# Lycée Jules-Ferry
Das Lycée Jules-Ferry ist ein Gymnasium in der Stadt Saint-Dié-des-Vosges. Es befindet sich in der Rue Saint-Charles, am unteren Ende der sogenannten Côte de l’Hôpital.

## Ursprung des Namens

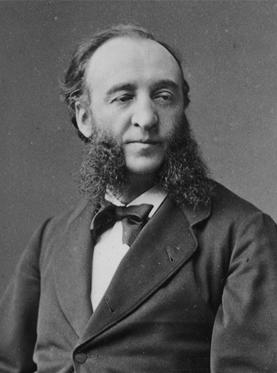
Jules Ferry, Minister für das öffentliche Bildungswesen.

Das Gymnasium wurde am 2. Juni 1962 anlässlich des 130. Geburtstags des Politikers Jules Ferry nach ihm benannt.

## Geschichte der Schule
Früher befand sich auf dem Gelände des heutigen Lycée Jules-Ferry ein ziviles und militärisches Krankenhaus, das den Namen der Straße trug, an die es grenzte: Hôpital Saint-Charles. Bis Anfang der 1980er Jahre wurde ein Teil des Unterrichts noch in einem Nebengebäude abgehalten, das als „Militärpavillon“ bezeichnet wurde und dessen Türstürze noch immer die Intarsien der ehemaligen militärischen Nutzung seiner Räume tragen.
Im November 1944 brannten die Deutschen, bevor sie sich ins Elsass zurückzogen, die Stadt nieder und legten das Krankenhaus in Schutt und Asche. Die Stadt wurde mit US-amerikanischer Hilfe wieder aufgebaut.
Das Unternehmen Del Vitto Masini errichtete 1984 neue Gebäude, die nach den Plänen der Architekten Aldo Travaglini und Philippe de Romémont Fachräume beinhalten.

## Ranking des Gymnasiums
Im Jahr 2016 belegte das Lycée im Hinblick auf die Unterrichtsqualität den dritten von 14 Plätzen auf Departementsebene und den 338. von 2277 Plätzen auf nationaler Ebene. Die Einstufung erfolgt anhand von drei Kriterien: der Erfolgsquote beim Abitur, dem Anteil der Erstklässler, die das Abitur erwerben, weil sie die letzten beiden Jahre ihrer Schulzeit an der Schule verbracht haben, und dem Mehrwert (berechnet anhand der sozialen Herkunft der Schüler, ihres Alters und ihrer Ergebnisse im nationalen Patentdiplom).

## Bekannte Ehemalige der Oberstufe

### Bekannte ehemalige Schüler
- Jean-Marie Cavada (* 1940), Journalist
- Jean-Marc Égly (* 1945), Molekularbiologe[3]
- Jean-Pierre Thomas (* 1957), Geschäftsmann und Politiker

### Bekannte ehemalige Lehrer
- Robert George (1928–2002), Maler, Lehrer für Bildende Kunst am Lycée Jules-Ferry
- Christian Bareth (* 1932), Schriftsteller, Essayist und Kolumnist, der dem Arrondissement Saint-Dié verbunden ist, Deutschlehrer am Lycée Jules-Ferry